# 内野哲朗
内野 哲朗（うちの てつろう、1948年 - ）は、日本の元アマチュア野球選手、監督、政治家。ポジションは投手。元・小郡市議会議長。

## 来歴・人物
明善高校で投手としてプレーしたが、1966年の夏の甲子園県予選の2回戦で敗退し、甲子園への出場を果たすことができなかった。
1966年のドラフト会議で中日から3位指名されたが交渉権放棄により早稲田大学に入学した。
大学卒業した後は、大昭和製紙でプレーした。
1984年から1999年までに16年間小郡高校の監督を務めた。
1994年に小郡市議選で初当選。2005年からは小郡市議会議長を務めながら母校である明善高校で指揮を執った。
2010年、小郡市市政功労者。2018年、旭日双光章受章。